# Ichi the Killer
Ichi the Killer (殺し屋１, Koroshiya Ichi) är en japansk yakuzafilm från 2001 baserad på en manga med samma namn. Filmen är regisserad av den kontroversielle Takashi Miike och medverkar gör bland andra Tadanobu Asano och Shinya Tsukamoto. Filmen är ökänd för sina tortyrscener och sexuella våld. Eli Roth tillhör filmens trognaste fans. Under Stockholms filmfestival delade man ut spypåsar till publiken innan filmen visades. Filmen är totalförbjuden i Norge och Malaysia.

## Handling
Filmen handlar om den sadistiske yakuzatorpeden Kakihara som är på jakt efter den man som mördat hans boss. Kakihara stöter ihop med mördaren Ichi vars förmåga att orsaka smärta och förödelse rivaliserar Kakiharas egen. 

## Rollista
- Tadanobu Asano - Kakihara
- Nao Ômori - Ichi
- Shinya Tsukamoto - Jijii
- Alien Sun - Karen
- Susumu Terajima - Suzu
- Shun Sugata - Takayama
- Toru Tezuka - Fujiwara
- Yoshiki Arizono - Nakazawa
- Kee - Ryu Long
- Satoshi Niizuma - Inoue
- Suzuki Matsuo - Jirô / Saburô
- Mai Goto - Sailor
- Yoshiyuki Morishita - Pubbesökare
- Setchin Kawaya - Pubägare
- Yuki Kazamatsuri - Yakuzaflicka